# T1-rum
Ett T1-rum är en speciell sorts topologiskt rum, T1-egenskapen är ett exempel på ett separationsaxiom.

## Definition
Ett topologiskt rum är ett T1-rum om och bara om något av följande är uppfyllt:
- Om {\displaystyle x} och {\displaystyle y} är två punkter i det topologiska rummet finns det alltid öppna mängder {\displaystyle U,V} sådana att {\displaystyle x\in U} och {\displaystyle y\notin U} samt {\displaystyle x\notin V} och {\displaystyle y\in V}.
- Varje mängd som består av ändligt många punkter är sluten.
- Varje mängd med endast ett element är sluten.
- Det fixerade ultrafiltret vid x konvergerar enbart till x.